# Стажёр (фильм, 2015)
«Стажёр» (англ. The Intern) — американский комедийный фильм режиссёра Нэнси Мейерс, вышедший на экраны в 2015 году. Впервые фильм был продемонстрирован 15 сентября 2015 года в Бельгии на кинофестивале в Остенде. Мировая премьера фильма состоялась 25 сентября 2015 года.
Теглайн: «Опыт всегда в моде» (англ. Experience never gets old).

## Сюжет
Пенсионеру из Нью-Йорка Бену Уиттакеру (Роберт Де Ниро) уже семьдесят, он вдовец, семья сына живёт на другом конце страны, в Калифорнии. В его жизни «образовалась дыра», а спокойно сидеть без дела он просто не умеет. Вот почему, увидев на рынке листовку, Бен решает попытаться получить место стажёра в офисе интернет-магазина модной одежды About The Fit, объявившего социальную программу привлечения пенсионеров. Благо офис этот находится здесь же, в Бруклине, в том самом здании бывшей типографии, где он проработал сорок лет в DEX One - компании по производству телефонных справочников, в отделе контроля качества.
Все сотрудники фирмы во главе с её основательницей и владелицей Джулс Остин (Энн Хэтэуэй) совсем молоды; никто толком не понимает, как правильно реагировать на нового члена команды, человека, молодость которого прошла без сотовых телефонов и социальных сетей, который вынужден звонить девятилетнему внуку в Сан-Диего, чтобы узнать, что такое USB. Бен не чурается никакой офисной работы, он начинает с позиции помощника Джулс, затем подменяет её водителя. Джулс искренне привязывается к Бену, который в какой-то мере заменяет ей отца, деликатно и ненавязчиво помогая разобраться в непростых отношениях с мужем. А жизненный опыт, благородная мудрость и даже старомодная галантность оказываются не только весьма уместными в молодёжном коллективе, но и очень востребованными в бизнесе.
Фирма, меньше чем за год, выросла от одного до 220 сотрудников и испытывает болезни быстрого роста. Джулс Остин пытается все контролировать, но не успевает ни дома, ни на работе. Инвесторы настоятельно рекомендуют нанять исполнительного директора со стороны и делегировать ему часть полномочий. Джулс не хочет этого, но понимает, что ситуацию необходимо менять. На решающее интервью с будущим директором Джулс летит в Сан-Франциско вместе с Беном, который временно становится вторым лицом в компании и главным советником. Будучи в командировке в отеле, Джулс признаётся Бену, что знает об измене мужа Мэтта, которая произошла из-за её занятости. Бен поддерживает её в решении с вариантом, который бы сохранил независимость и полный контроль над бизнесом. Джулс сначала соглашается принять на работу кандидата. Однако после возвращения в Нью-Йорк происходит выяснение отношений с мужем, который сам признался в измене. Супруги мирятся.
Джулс торопится встретиться с Беном и рассказать ему, что она отказала кандидату на должность директора. Гармония в семейной жизни Джулс восстановлена. Бен находит любовь массажистки Фионы и тоже счастлив.

## В ролях
| Актёр          | Роль                                    |
| -------------- | --------------------------------------- |
| Роберт Де Ниро | Бен Уиттакер пенсионер-стажёр           |
| Энн Хэтэуэй    | Джулс Остин владелица интернет-магазина |
| Рене Руссо     | Фиона массажист                         |
| Андерс Холм    | Мэтт муж Джулс                          |
| Джоджо Кушнер  | Пейдж дочь Джулс и Мэтта                |
| Эндрю Рэннеллс | Кэмерон сотрудник интернет-магазина     |
| Адам Дивайн    | Джейсон сотрудник интернет-магазина     |
| Зак Перлман    | Дэвис стажёр                            |
| Джейсон Орли   | Льюис сотрудник интернет-магазина       |
| Кристина Шерер | Бекки Скотт секретарь Джулс             |
| Полина Сингер  | секретарь ATF                           |

## Критика
Фильм получил смешанные отзывы критики: Rotten Tomatoes дал оценку 62 % на основе 13 отзывов от критиков (средняя оценка 6/10), фильм на сайте имеет положительный рейтинг, Metacritic — 51/100 (18 отзывов критиков). Но это ничуть не помешало ему стать кассовым хитом.